# Кошеніль польська
Кошеніль польська (Porphyrophora polonica) — вид комах з родини Margarodidae.

## Морфологічні ознаки
Самиці широкоовальні, завдовжки 1,5-6,6 мм, червоного або вишнево-фіолетового кольору. Вусики 7-8-членикові, членики короткі та широкі. Очі добре розвинені. Ноги великі, особливо передні, копальні, з великим кігтиком. Тіло вкрите довгими щетинками. Самці завдовжки 2,25-3,5 мм блакитно-фіолетові. Очі великі, груди чорні, тергіти черевця фіолетові. Вусики довгі, 9-10-членикові. Передні ноги короткі, задні — довгі, лапки мають кігтик.

## Поширення
Ареал: західна та східна Європа. До середини ХХ ст. зустрічався майже на всій території України, проте з 1960-х рр. зареєстрований не був.

## Особливості біології
Має 1 генерацію на рік. Зимують личинки в яйцевих мішках. Після пробудження личинки пересуваються в пошуках кормових рослин (суниця, перстач, гусячі лапки, гірчак, остудник голий, мучниця, материнка та інші). По їхніх стеблах личинки спускаються до коріння, перетворюються в нерухомі кулясті «цисти» синього чи фіолетового кольору. Розвиток триває до середини липня. Дорослі комахи з'являються в липні — на початку серпня. Самці гинуть після парування. Запліднена самиця заривається у ґрунт і протягом кількох діб відкладає 300–700 яєць у яйцевий мішок, після чого гине. Личинки з'являються через місяць.

## Значення
В минулі століття у західних і південних районах України було розвинуте промислове виробництво червоної фарби (карміну) з «цист» кошенілі польської.